# Ера технологій (срібна монета)
«Е́ра техноло́гій» — пам'ятна срібна монета номіналом 5 гривень, випущена Національним банком України. Присвячена науці — найважливішому чиннику технічного та соціально-культурного прогресу, невід'ємній складовій духовної культури людства, яке вступило в епоху інформації.
Весь тираж монети входить до набору «До 100-річчя Національної академії наук України», разом з 3 іншими монетами: «Людина, час, простір», «Ера миру», «Ера змін».
Монету введено в обіг 14 листопада 2018 року. Вона належить до серії «Інші монети».
У щорічному конкурсі «Найкраща монета року України» набору присуджено перемогу в номінаціях «Найкраща монета року» та «Найкраще розкриття теми» за 2018 рік.

## Опис монети та характеристики
| Номінал грн. | Метал           | Маса, г | Діаметр, мм | Якість виготовлення       | Гурт    | Тираж, штук |
| ------------ | --------------- | ------- | ----------- | ------------------------- | ------- | ----------- |
| 5            | срібло (Ag 999) | 15,55   | шестигранна | спеціальний анциркулейтед | гладкий | 4 000       |

### Аверс
На аверсі монети розміщено: ліворуч: рік карбування монети «2018», малий Державний Герб України та написи «UKRAINE/УКРАЇНА» (вертикально); праворуч — номінал монети «П'ЯТЬ ГРИВЕНЬ», позначення металу, маси монети в чистоті — «Ag 999» «15,55» (вертикально) та логотип Банкнотно-монетного двору Національного банку України (унизу); угорі на дзеркальному тлі стилізованого зображення дерева життя з плодами-яблуками — графічна побудова початкової літери алфавіту «А» як символ пізнання, письма, грамотності, під якою стилізовану композицію, що символізує розвиток високих технологій: на зеленому тлі, заповненому цифрами двійкового коду (використано тамподрук), зображено яблуко (локальна позолота) з відбитком пальця людини.

### Реверс
На реверсі монети розміщено: на дзеркальному тлі, заповненому цифрами двійкового коду, барельєфне зображення голови людини зі схемою пропорцій обличчя, визначеною Леонардо да Вінчі, угорі — на чорному тлі кольоровий QR-код (використано тамподрук) — двовимірний матричний штрих-код як символ досягнень буквено-цифрового кодування, що використовується в усьому світі; вертикальні написи: «THE ERA OF TECHNOLOGIES» (ліворуч) та «ЕРА ТЕХНОЛОГІЙ» (праворуч).

## Автори

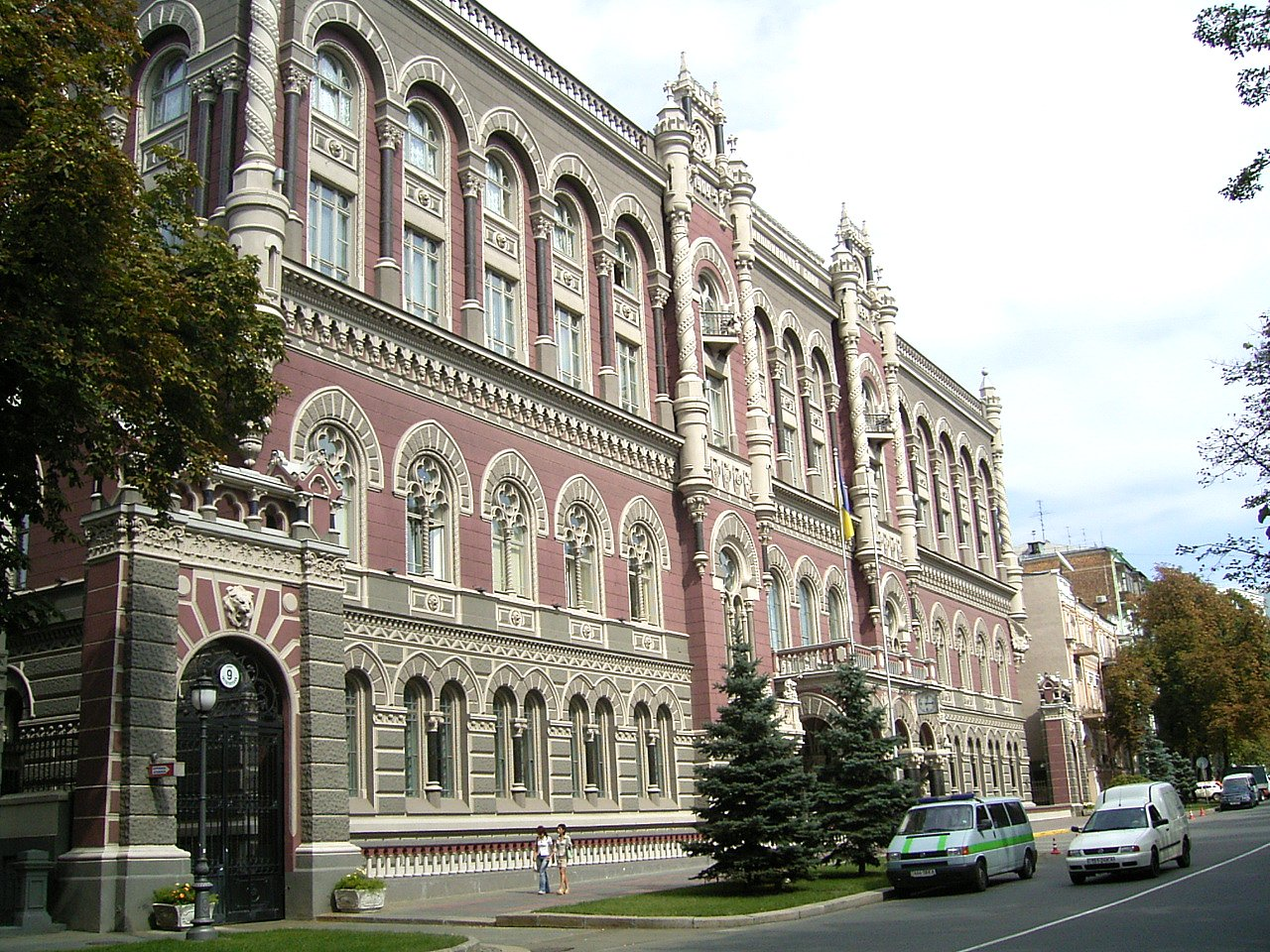
Будівля Національного банку України

- Художники: Таран Володимир, Харук Олександр, Харук Сергій.
- Скульптори: Атаманчук Володимир (аверс), Андріянов Віталій (реверс).

## Вартість монети
Під час введення монети в обіг 2018 року, Національний банк України реалізовував монету за ціною 620 гривень.
Фактична приблизна вартість монети, з роками змінювалася так:
| Рік        | 2019 | 2020 | 2021  | 2022  | 2023  | 2024  | 2025  |
| ---------- | ---- | ---- | ----- | ----- | ----- | ----- | ----- |
| Ціна, грн. | 780  | 790  | 1 200 | 2 000 | 3 400 | 4 250 | 4 650 |